# Madeleine McGraw
Pour les articles homonymes, voir McGraw.
Madeleine McGraw, née le 22 décembre 2008 à San José en Californie (États-Unis), est une actrice américaine.
Elle apparaît pour la première fois au cinéma dans le film American Sniper, de Clint Eastwood, en 2014. Elle est notamment connue grâce à son rôle de Zoey Campbell dans la série télévisée Les secrets de Sulphur Springs, ainsi que pour son rôle de Gwendolyn Blake dans le film d'horreur Black Phone.
Elle a une sœur cadette, Violet McGraw, également actrice.

## Biographie

### Enfance et formation
Madeleine McGraw naît le 22 décembre 2008 dans la ville de San José en Californie, aux États-Unis. Lorsqu'elle atteint l'âge de sept ans, sa famille s'installe à Santa Clarita, très proche de la ville de Los Angeles. Cette décision permet aux quatre enfants de la famille McGraw de passer des auditions et de tenter leur chance au cinéma.
Elle est la sœur ainée de Violet McGraw, également actrice, qui a notamment joué dans la série télévisée The Haunting of Hill House ainsi que dans le film d'horreur M3GAN.

### Carrière
En 2014, Madeleine McGraw fait ses premiers pas au cinéma dans le film American Sniper, de Clint Eastwood,. Son frère cadet Aidan McGraw est également présent dans le film. Au cours de cette même année, elle apparaît pour la première fois à la télévision dans la série télévisée Bones. En 2016, elle décroche l'un des rôles principaux dans la série fantastique Outcast de Robert Kirkman et incarne ainsi Amber Barnes à l'écran pendant deux saisons,. En 2018, Madeleine McGraw apparaît dans deux blockbusters américain : Pacific Rim: Uprising de Steven S. DeKnight, puis Ant-Man et la Guêpe de Peyton Reed.
Parallèlement à sa carrière d'actrice au cinéma et à la télévision, Madeleine McGraw double plusieurs films et séries d'animations. Elle prête sa voix au personnage de Maddy McGear dans Cars 3 en 2018, puis au personnage de Bonnie dans Toy Story 4 en 2019,. En 2021, elle gagne en notoriété en jouant le rôle de Zoey Campbell dans la série télévisée fantastique Les secrets de Sulphur Springs, de Tracey Thomson,. En 2022, Madeleine McGraw se fait connaître du grand public en interprétant Gwendolyn Blake dans le film d'horreur Black Phone, du réalisateur américain Scott Derrickson,. Elle est nommée pour le prix meilleur jeune acteur aux Saturn Awards 2022, prix finalement remporté par Finn Wolfhard. Toujours en 2022, elle campe le personnage de Rosalie Snyder dans The Harbinger.

## Filmographie
Sauf indication contraire ou complémentaire, les informations mentionnées dans cette section proviennent de la base de données IBDb.

### Cinéma

#### Longs métrages
- 2014 : American Sniper, de Clint Eastwood : McKenna
- 2018 : Pacific Rim: Uprising, de Steven S. DeKnight : Amara, enfant
- 2018 : Ant-Man et la Guêpe, de Peyton Reed : Hope, enfant
- 2019 : The Mandela Effect, de David Guy Levy : Sam
- 2019 : La Malédiction de la dame blanche, de Michael Chaves : April
- 2022 : Black Phone, de Scott Derrickson : Gwendolyn Blake
- 2022 : The Harbinger, de Will Klipstine : Rosalie Snyder
- 2022 : Captain Tsunami's Army, d'Aaron Sherry : Emma
- 2025 : Black Phone 2 de Scott Derrickson : Gwendolyn Blake

#### Courts métrages
- 2014 : Hide and Seek, de Carles Torrens : Paige, enfant
- 2014 : The Firefly Catcher, de Stefanie Black : Madelyn, enfant
- 2015 : Stars, de Krista Vernoff : la fille d'Heather
- 2016 : Susie Sunshine, de Chelsea O'Connor
- 2016 : Divorce: The Greatest Hits, de Michael Medico : Maisy
- 2016 : Lucy in My Eyes, de Megan Park : Lucy, enfant

### Télévision

#### Téléfilms
- 2018 : Steps, de Todd Holland : Eloise
- 2019 : Un baiser pour Noël, d'Emily Moss Wilson : Stella

#### Séries télévisées
- 2014 : Bones, de Hart Hanson : Molly Blake (1 épisode)
- 2014 : Selfie, d'Emily Kapnek : une petite fille (1 épisode)
- 2016 - 2017 : Outcast, de Robert Kirkman : Amber Barnes (rôle principal, 14 épisodes)
- 2018 : Reverie, de Mickey Fisher : Brynn (3 épisodes)
- 2018 : Esprits criminels, de Jeff Davis : Naomi Shaw (1 épisode)
- 2021 -  : Les secrets de Sulphur Springs, de Tracey Thomson : Zoey Campbell (rôle principal, 19 épisodes)
- 2023 : What If...? : Hope van Dyne

### Clips
- 2016 : Hallucinating, de Elohim
- 2017 : Do Re Mi, de Megan Park
- 2017 : Blackbear, de Gucci Mane

## Doublage

### Cinéma

#### Films d'animations
- 2017 : Cars 3, de Brian Fee : Maddy McGear
- 2019 : Toy Story 4, de Josh Cooley : Bonnie
- 2021 : Les Mitchell contre les machines, de Mike Rianda : Katie, enfant

### Télévision

#### Séries d'animation
- 2016 : Clarence, de Skyler Page : Rita et Patsie (3 épisodes)

## Distinctions
- 2022 : Prix meilleur jeune acteur aux Saturn Awards 2022 pour Black Phone